# Терентьев, Михаил Васильевич
Михаи́л Васи́льевич Тере́нтьев (12 июля 1935 — 26 сентября 1996) — советский и российский физик-теоретик, доктор физико-математических наук, профессор.

## Биография
Родился 12 июля 1935 года в семье служащих.
После окончания МИФИ (1959) всю последующую жизнь работал в ИТЭФ — Институте теоретической и экспериментальной физики.
В 1962 г. защитил кандидатскую диссертацию на тему «Некоторые вопросы применения дисперсионной техники в теории возмущений».
В этом же году привёл упрощённое вычисление второй поправки к магнитному моменту электрона, используя дисперсионные соотношения (см. также критику).
В 1965 г. вместе с В. С. Ваняшиным обнаружил «неправильный» знак вклада заряженных векторных бозонов в поляризацию вакуума электромагнитного поля, предвосхитив открытие асимптотической свободы, за которое в 2004 году Нобелевская премия по физике была присуждена трём физикам-теоретикам из США — Дейвиду Гроссу, Дейвиду Политцеру и Фрэнку Вильчеку.
Вместе с А. М. Переломовым и В. С. Поповым развил метод мнимого времени для построения теории многофотонной ионизации атомов интенсивным лазерным светом.
Сформулировал теорему Терентьева.
В 1973 г. защитил докторскую диссертацию на тему «Исследование электромагнитных свойств элементарных частиц».
Умер 26 сентября 1996 года после продолжительной тяжёлой болезни.

## Публикации

### Книги
- М. В. Терентьев. Введение в теорию элементарных частиц. — М.: ИТЭФ, 1998. — 235 с.
- М. В. Терентьев. История эфира. — М.: ФАЗИС, 1999. — 176 с.